# Domingo Pérez (gmina)
Domingo Pérez – gmina w Hiszpanii, w prowincji Toledo, w Kastylii-La Mancha, o powierzchni 12,93 km². W 2011 roku gmina liczyła 492 mieszkańców.